# بالدوین (آیووا)
بالدوین (به انگلیسی: Baldwin) شهری در ایالت آیووا کشور ایالات متحده آمریکا است که جمعیت آن در سرشماری سال ۲۰۱۰ میلادی، ۱۰۹ نفر بوده‌است.